# Alfred Poupart
Alfred Poupart, född 5 juni 1876, död februari 1963, var en fransk bågskytt. Han deltog vid olympiska sommarspelen 1908.